# Nélio Pereira Pita
Nélio Pereira Pita C.M. (ur. 11 października 1973 w Câmara de Lobos) – portugalski duchowny rzymskokatolicki, biskup pomocniczy Bragi od 2025.

## Życiorys
Święcenia kapłańskie otrzymał 29 lipca 2000 w Zgromadzeniu Księży Misjonarzy.
6 czerwca 2025 papież Leon XIV mianował go biskupem pomocniczym Bragi, ze stolicą tytularną Garba. Sakry udzielił mu 27 lipca 2025 w Katedrze Najświętszej Maryi Panny w Bradze metropolita Bragi, arcybiskup José Cordeiro.  